# وو رویاک
واوکس رویلک (به فرانسوی: Vaux-Rouillac) یک کمون در فرانسه است که در Canton of Rouillac واقع شده‌است.

## خصوصیات
واوکس رویلک ۱۳٫۳۷ کیلومترمربع مساحت و ۲۹۹ نفر جمعیت دارد و ۱۶۹ متر بالاتر از سطح دریا واقع شده‌است.